# أنتوني كيديس
أنتوني كيديس (بالإنجليزية: Anthony Kiedis) (مواليد 1 نوفمبر 1962) هو مغن مؤلف أمريكي، مشهور لكونه المغني الرئيسي ومؤلف كلمات أغاني فرقة ريد هوت تشيلي بيبرز. إنه أسوة بعازف الباص فلي الوحيدين من بين أعضاء الفرقة الذين شاركوا في تسجيل كافة ألبومات الفرقة. كيديس يمثل أحيانا وقد ظهر في بعض الأفلام. عام 2004 نشر سيرته الذاتية بعنوان نسيج ندبي.
ولد كيديس وترعرع في جراند رابيدس، ميشيغان. تطلق والداه عندما كان في الثالثة من عمره وسكن مع أمه في مسقط رأسه حتى انتقل، قبيل عيد ميلاده الثاني عشر، إلى هوليوود ليسكن مع والده. أثناء دراسته في ثانوية فيرفاكس، تصادق مع زميليه على مقاعد الدراسة فلي وهيلل سلوفاك، الذين كانا حينها عضوين في فرقة تدعى أنثيم. بعد تخرجه من الثانوية درس في جامعة كاليفورنيا، لوس أنجلوس لكنه ترك الدراسة الجامعية في بداية السنة الثانية.
قام كيدس بتسجيل عشر اسطوانات مع ريد هوت تشيلي بيبرز.

## روابط خارجية
- أنتوني كيديس على موقع IMDb (الإنجليزية)
- أنتوني كيديس على موقع الموسوعة البريطانية (الإنجليزية)
- أنتوني كيديس على موقع روتن توميتوز (الإنجليزية)
- أنتوني كيديس على موقع ميوزك برينز (الإنجليزية)
- أنتوني كيديس على موقع رولينغ ستون (الإنجليزية)
- أنتوني كيديس على موقع إن إن دي بي (الإنجليزية)
- أنتوني كيديس على موقع أول ميوزيك (الإنجليزية)
- أنتوني كيديس على موقع ديسكوغز (الإنجليزية)
- أنتوني كيديس على موقع قاعدة بيانات الفيلم (الإنجليزية)